# Branchinecta leonensis
Branchinecta leonensis är en kräftdjursart som beskrevs av Cesar 1985. Branchinecta leonensis ingår i släktet Branchinecta och familjen Branchinectidae. Inga underarter finns listade.